# JOM 1
JOM 1 – powłoka systemowa i język komputerowy (język operacyjny) przeznaczony dla komputera K-202 pracującego pod kontrolą systemu operacyjnego SOK-1, który był systemem jednodostępnym dla małych zestawów minikomputera. Był to język powłoki systemowej umożliwiający komunikację użytkownika z systemem komputerowym, choć według ówczesnej nomenklatury określany był jako język język programowania. Przyjmowaniem zleceń i przekazywaniem ich do systemu operacyjnego oraz wyprowadzenia komunikatów oraz obsługi innych elementów implementacji języka realizował moduł systemu – program o nazwie tożsamej z nazwą języka JOM 1. Definicja języka obejmowała zbiór dyrektyw mających charakter zleceń systemowych.
Użytkownik komputera komunikując się z systemem SOK-1 na komputerze K-202 wprowadzał do systemu z klawiatury dyrektywy zgodnie z definicją języka JOM 1, w stanie gotowości systemu do przyjęcia komendy. Znakiem zachęty był dwukropek na początku wiersza, w pewnych przypadkach poprzedzony w poprzednim wierszu komunikatem "K-202". Sam język oparty jest na zestawie dyrektyw, przy czym wprowadzane do komputera zlecenia miały postać skrótów jedno lub dwuliterowych z odpowiednimi argumentami. 
Przykładowa dyrektywa: WB * adres1; adres2, powoduje zapis z pamięci operacyjnej PAO na taśmę, natomiast dyrektywa RB *, powoduje wczytanie taśmy do pamięci.